# Marco Schank

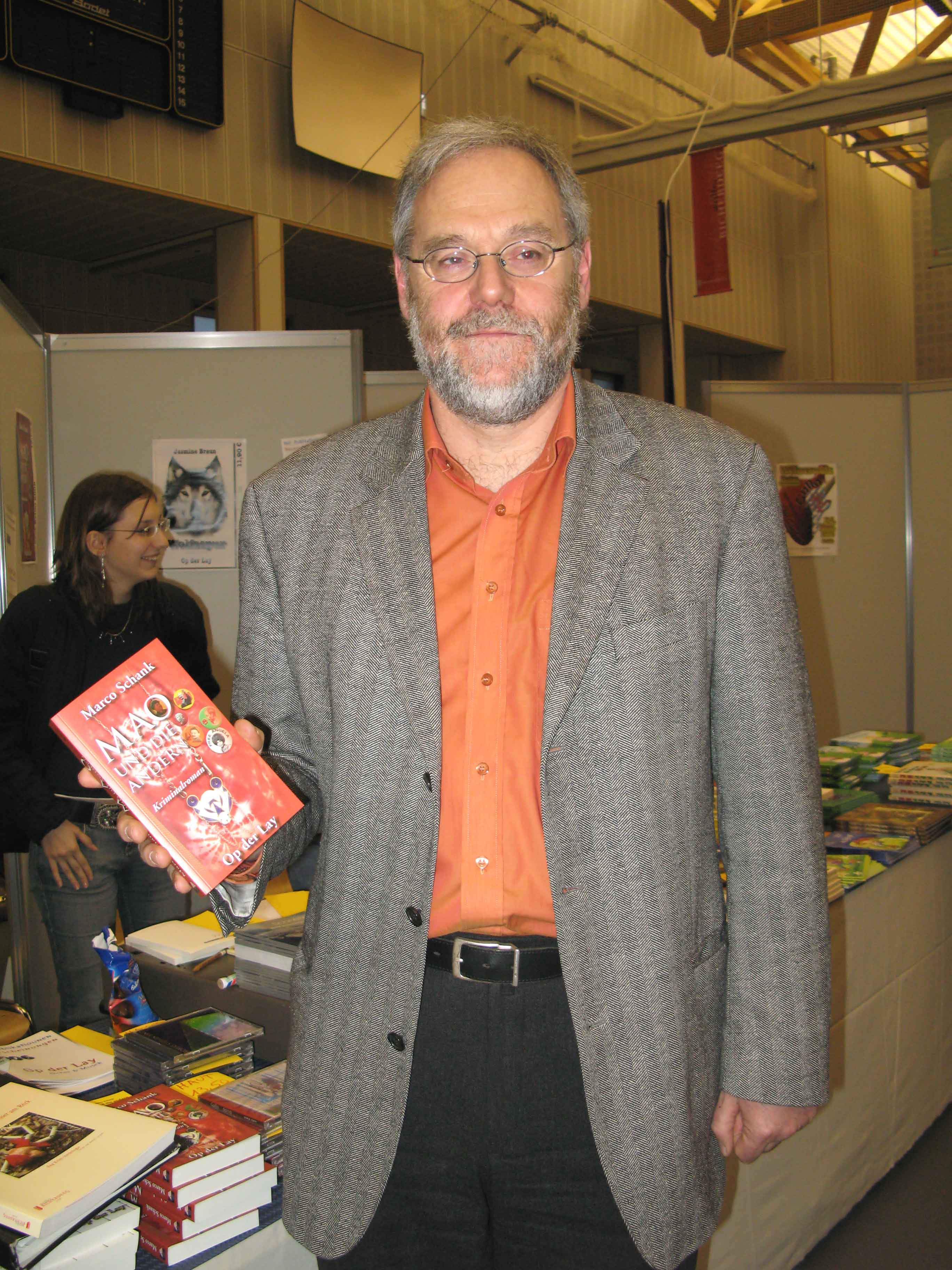
Marco Schank

Marco Schank (* 10. Oktober 1954) ist ein luxemburgischer Politiker und Schriftsteller. Er ist verheiratet mit Edmée Bisdorff und Vater von drei Kindern. Zu seinen Hobbys gehören das Schreiben von Kriminalromanen, Lesen und Gartenarbeit.

## Politik
Von 1994 bis 2009 war Marco Schank Bürgermeister der Gemeinde Heiderscheid (heute Teil der Gemeinde Esch-Sauer). Von 1999 bis 2009 saß der CSV-Politiker für den Wahlbezirk Norden als Abgeordneter im luxemburgischen Parlament, der Chamber. Von Juli 2009 bis Dezember 2013 war er Minister im Bereich Wohnungsbau und zusätzlich delegierter Minister für nachhaltige Entwicklung und Infrastrukturen. Nach dem Regierungswechsel im Dezember 2013 wurde er wieder Abgeordneter in der Chambre des Deputés. Auch nach den Wahlen 2018 gelang ihm der Wiedereinzug ins Parlament. Im Oktober 2020 zog er sich aus der Politik zurück. Jean-Paul Schaaf übernahm sein Abgeordnetenmandat.

## Veröffentlichungen
- De biologesche Gaart (Oekofonds)
- Ëmweltschutz doheem (Oekofonds)
- Een Döerf - Gëscht, haut... a möer?, (Op der Lay) 1992
- Die Schalen des Zorns Kriminalgeschichte aus dem Großherzogtum Luxemburg des Jahres 1852, Kriminalroman (Op der Lay) 1996, ISBN 2-87967-044-6
- Die Stunde der Ernte Kriminalroman aus dem Jahre 1897, Kriminalroman (Op der Lay) 1998, ISBN 978-2-87967-058-4
- Das Vermächtnis des Propheten, Kriminalroman (Op der Lay) 2001
- Die Dornen-Frauen, Kriminalroman (Op der Lay) 2002, ISBN 978-2-87967-097-3, ISBN 2-87967-097-7
- Die Kinder des Bösen, Kriminalroman (Op der Lay) 2004, ISBN 978-2-87967-114-7, ISBN 2-87967-114-0
- Mao und die Andern, Kriminalroman (Op der Lay) 2006, ISBN 978-2-87967-137-6
- Todeswasser, 2008, ISBN 978-2-87967-158-1
- Däiwelskapp d'Wonnermeedche vun Eschdöerf: Theaterstéck an 3 Akten, 2009, ISBN 978-2-87967-163-5

| Personendaten    | Personendaten                                                      |
| ---------------- | ------------------------------------------------------------------ |
| NAME             | Schank, Marco                                                      |
| KURZBESCHREIBUNG | luxemburgischer Politiker, Mitglied der Chambre und Schriftsteller |
| GEBURTSDATUM     | 10. Oktober 1954                                                   |